# Victor Raulin
Pour les articles homonymes, voir Raulin.
Victor Raulin, né le 8 août 1815 à Paris et mort le 10 février 1905 à Montfaucon-d'Argonne (Meuse), est un géologue français ayant étudié également la botanique, la paléobotanique et la météorologie.

## Biographie
Né dans le quartier de l'Observatoire à Paris le 8 août 1815, Victor Felix Raulin est le fils de Nicole Glin, une couturière originaire des Ardennes. Son père, Nicolas-Urbain Raulin, meusien ayant fait ses études de médecine à Paris, ne le reconnaitra qu'en 1836, quelques mois après la mort de son propre père, Jean-Baptiste Raulin (avocat, juge de paix puis député de la Meuse). Victor a alors 21 ans et suit déjà depuis plusieurs années les cours du Muséum national d'histoire naturelle. Il y devient préparateur le 1er mai 1838 et travaille dans le « cabinet de géologie » de Louis Cordier du 1er avril 1839 au 1er mars 1846.
Jeune membre de la Société géologique de France depuis 9 janvier 1837, Raulin est vite remarqué et devient l’un des deux vice-secrétaires de la SGF de 1840 à 1844, puis le secrétaire de 1845 à 1846. Il assiste ainsi les présidents Alexandre Brongniart (1840), Antoine Passy (1841), Alcide Dessalines d'Orbigny (1842), le vicomte Adolphe d'Archiac (1843), Léonce Élie de Beaumont (1845) et Édouard de Verneuil (1846). 
Raulin étudie notamment le Bassin parisien, le Bassin aquitain et l'île de Crète où il est envoyé en mission par le Muséum en tant que « naturaliste-voyageur ». En 1846, l’assemblée des professeurs du Muséum d’Histoire naturelle le choisit comme chargé de la chaire Minéralogie-Géologie-Botanique à la faculté des sciences de Bordeaux. Il obtient son doctorat en 1849 et la faculté le propose comme titulaire de cette chaire. 
Le 4 octobre 1853, Victor Raulin épouse Aline Manès, fille de Guillaume Manès, géologue et ingénieur en chef des mines de Bordeaux. Après trois enfants morts jeunes, le couple aura un garçon et deux filles.
Victor Raulin reste professeur de géologie à Bordeaux jusqu'à sa retraite en octobre 1885. Il quitte alors l'Académie nationale des sciences, belles-lettres et arts de Bordeaux dont il était membre depuis 1847 et se retire en Argonne. Il décède le 10 février 1905 à Montfaucon-d'Argonne, dans la Meuse, commune où est né et mort son père.

## Sélection de travaux
- Carte géognostique du Plateau tertiaire parisien au 300 000e, 1843[1].
- Géologie de la France, 1844.
- Mémoire sur la constitution géologique du Sancerrois (Cher), 1844 (impr. 1847).
- Nouvel Essai d'une classification des terrains tertiaires de l'Aquitaine (thèse de doctorat), 1848.
- Sur les transformations de la flore de l'Europe centrale pendant la période tertiaire (2e thèse de doctorat), 1848.
- Essai d'une division de la France en régions naturelles et botaniques, 1852.
- Statistique géologique du département de l'Yonne (en collaboration avec Alexandre Leymerie), 1858.
- Description physique de l'île de Crête, 1869.
- Éléments de géologie pour l'enseignement secondaire spécial, 4 volumes, Paris : Hachette, 1868-1877.
- Régime pluvial de l'Algérie, 1869.
- Sur le régime pluviale des Alpes françaises, 1870.

## Sociétés savantes
- Académie nationale des sciences, belles-lettres et arts de Bordeaux
- Comité des travaux historiques et scientifiques : membre non résidant (1858-1875), 1858-1875
- Société géologique de France : membre (1837), 1837
- Société linnéenne de Bordeaux[2]

## Hommages
- Chevalier de l'ordre national de la Légion d'honneur le 7 août 1870.
- Chevalier de l'ordre du Sauveur de Grèce en 1872.
- Prix Victor-Raulin : par un acte du 14 août 1905, ses héritiers font don de 1500 francs de rente annuelle à l'Académie des sciences pour fonder un prix facilitant la publication de travaux en sciences naturelles (géologie et paléontologie ; minéralogie et pétrographie ; météorologie et physique du globe)[3].
- Le nom de Victor Raulin a été donné à une place de Bordeaux (inauguration le 14 juillet 1903).